# Monogrammist GZ

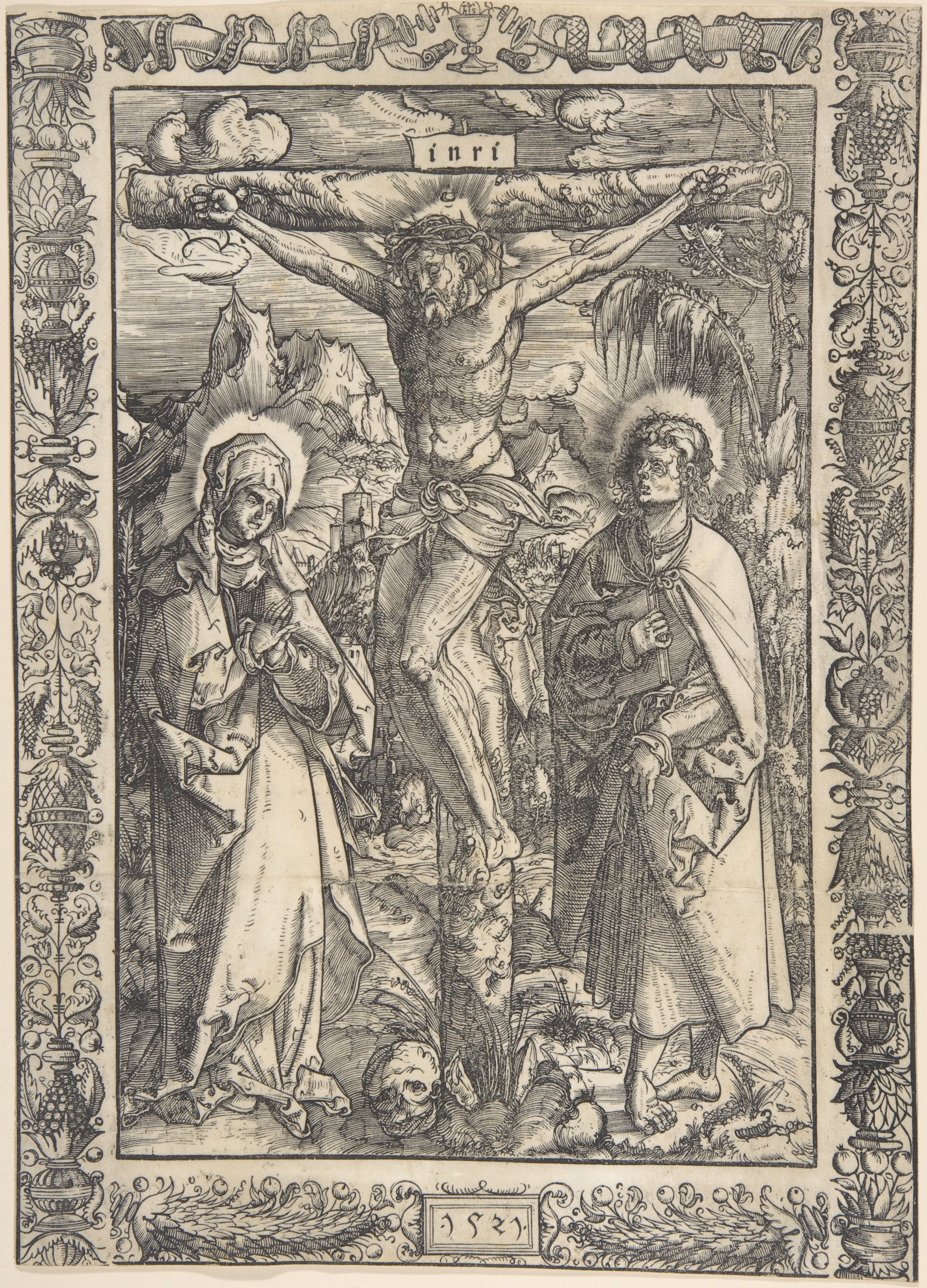
Christus am Kreuz mit Maria und Johannes, 1521

Der Monogrammist GZ war ein namentlich nicht bekannter Grafiker und Maler, der am Oberrhein und in Südtirol zwischen 1515 und 1521 tätig war.
Die Holzschnitte wurden in Mainz (Johann und Peter Schöffer), Basel, Hagenau (Thomas Anshelm) und Straßburg verlegt.
Aufgrund einer gewissen stilistischen Nähe zu Vertretern der sogenannten Donauschule wurden viele Grafiken zunächst Hans Baldung Grien, Matthias Grünewald oder auch Lucas Cranach dem Älteren zugeschrieben, bevor die um das Monogramm GZ versammelten Grafiken in eine eigene Werkgruppe ausgegliedert wurden.
Es wird diskutiert, ob der Monogrammist GZ mit dem Maler Gabriel Zehender gleichzusetzen ist.

## Werke (Auswahl)
Bezeichnete Werke

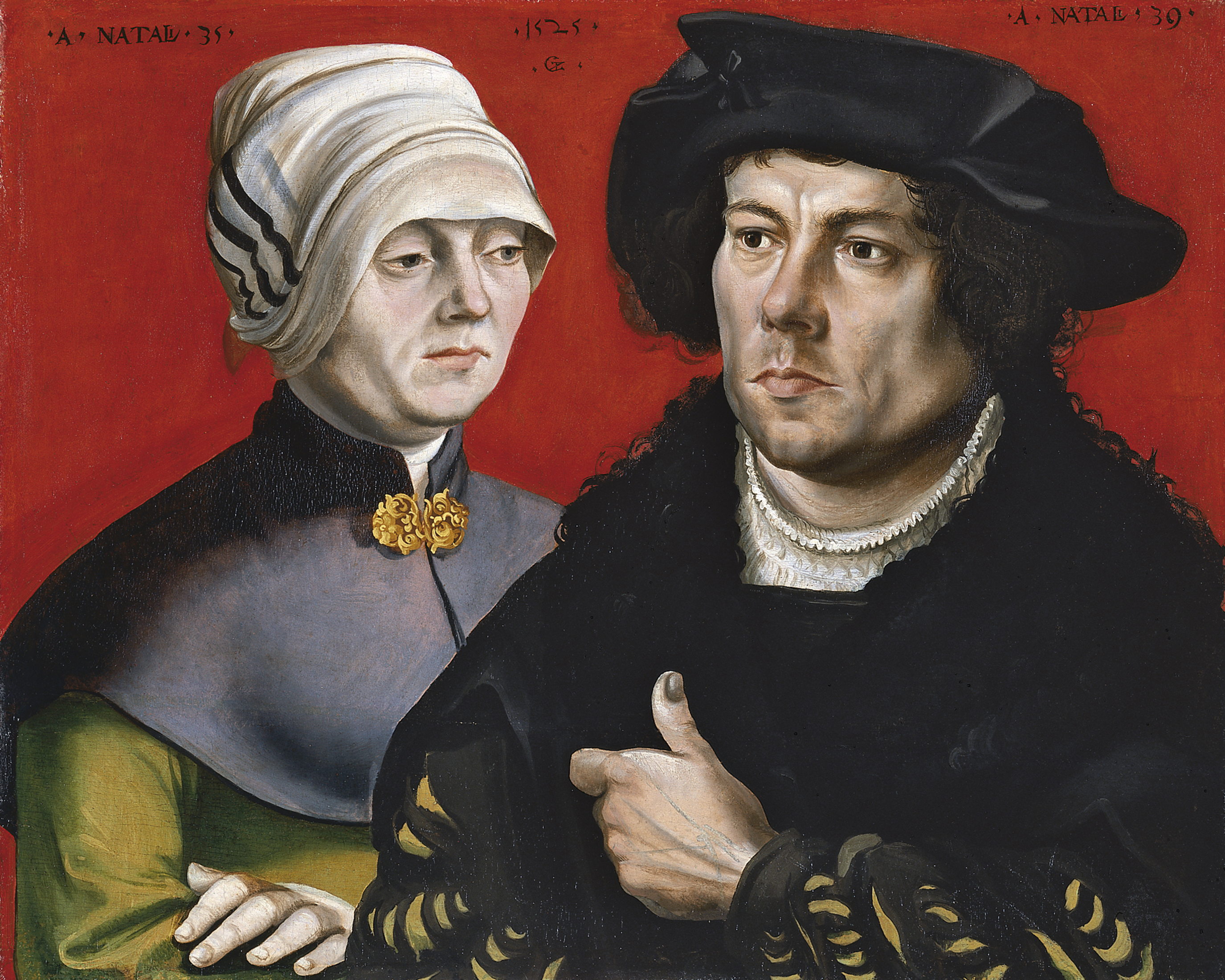
Bildnis eines Ehepaares, 1525

- Christus am Kreuz mit Maria und Johannes, 1517 (Holzschnitt auf Büttenpapier; Washington, D.C., National Gallery of Art, Inv. Nr. 2007.133.1)[2]
- Trauernde Maria, 1520 (Zeichnung, 17,7 × 10,5 cm; New York City, Metropolitan Museum of Art, Inv. Nr. 2004.162)[3]
- Fußwaschung, 1520 (162 × 113 cm; Kloster Neustift, Pinakothek)[4]
- Reiterdenkmal des Marc Aurel in Rom, 1521 (Feder in Schwarzbraun, Rückseite mit Lavierung, 25,8 × 39,2 cm; Wien, Albertina, Inv. Nr. 48474)[5]
- Bildnis eines Ehepaares, 1525 (Öl auf Kiefer, 40,9 × 41,5 cm; Madrid, Museo Thyssen-Bornemisza, Inv. Nr. 1975.8)
- Bildnis eines Ehepaares, 1525 (Öl auf Holz, 46,3 × 54,6 cm; Privatbesitz)[6]

Zuschreibungen
- Messeflugblatt, 1515[7]
- Apostelpaare, 1518 (Holzschnitte)
  - Heilige Thomas und Bartholomäus (Wien, Albertina, Inv. Nr. DG1931/105)
  - Heiliger Jakobus d. J. und Simon (Wien, Albertina, Inv. Nr. DG1931/106)
  - Heilige Philippus und Matthias (Wien, Albertina, Inv. Nr. DG1931/107)
  - Heilige Judas Thaddäus und Matthäus (Wien, Albertina, Inv. Nr. DH1931/108)
  - Heilige Petrus und Johannes (Wien, Albertina, Inv. Nr. DG1931/109)
  - Heilige Jakobus d. Ä und Andreas (Wien, Albertina, Inv. Nr. DG1931/110)
- Titelblatt von Livius’ Duobis libris auctus, 1518 von Johann Schöffer in Mainz gedruckt (Holzschnitt; London, British Museum, Inv. Nr. 1872,0511.1188)
- Frontispiz mit hl. Benedikt, 1518 von Thomas Anshelm in Hagenau gedruckt (Holzschnitt auf Papier; London, British Museum, Inv. Nr. 1922,0809.23)
- Groteskenfries, um 1518 (Holzschnitt auf Papier, 32 × 129 mm; London, British Museum, Inv. Nr. 1897,1231.71)
- Maria und Johannes vor dem Kreuz, um 1520 (Zeichnung auf rotbraunem Papier; London, British Museum, Inv. Nr. 1880,0214.345)
- Christus am Kreuz mit Maria und Johannes, 1521 (Holzschnitt auf Pergament; Wien, Albertina, Inv. Nr. DG1924/164)